# Roodsnavelsmaragdkolibrie
De roodsnavelsmaragdkolibrie (Chlorostilbon gibsoni) is een vogel uit de familie Trochilidae (kolibries).

## Verspreiding en leefgebied
Deze soort is endemisch in Colombia en telt drie ondersoorten:
- C. g. gibsoni: de bovenste Magdalenadelta (centraal Colombia).
- C. g. chrysogaster: van Cartagena tot Santa Marta (noordelijk Colombia).
- C. g. nitens: noordoostelijk Colombia en noordwestelijk Venezuela.